# 영국-페르시아 전쟁
영국-페르시아 전쟁 또는 영국-이란 전쟁(페르시아어: جنگ ایران و انگلستان)은 1856년 11월 1일부터 1857년 4월 4일까지 지속되었으며, 영국과 (카자르 왕조가 통치하던) 이란 사이에 벌어졌다. 이 전쟁으로 인해 영국은 이란이 헤라트시에 대한 영유권을 주장하려는 시도에 반대하게 되었다. 헤라트는 전쟁 발발 당시 카자르 왕조 치하에서 이란의 일부였으나 반항적인 아미르 밑에서 독립을 선언하고 인도에서 영국의 보호를 받으며 이란의 전신인 카불 토후국과 동맹을 맺었다. 현대 아프가니스탄의 모습. 영국 캠페인은 소장 제임스 아웃램(James Outram) 경의 지휘하에 두 개의 극장, 즉 부셰르 근처의 페르시아 남부 해안과 남부 메소포타미아에서 성공적으로 수행되었다.
이 전쟁으로 인해 페르시아인들은 헤라트에서 철수하고 도시에 대한 주장을 포기하는 새로운 조약에 서명했으며 영국군은 이란 남부에서 철수했다.

## 같이 보기
- 영국령 인도 육군
- 영국 동인도 회사